# Большевское
Большевское (до 1946 — Райхенхоф (нем. Reichenhof), до 1997 — Балашевское) — посёлок в Черняховском районе Калининградской области. 

## История
После Второй мировой войны в 1946 году населенный пункт был переименован в Балашевское и был отнесен к Междуреченскому сельскому совету Черняховского района, а после его упразднения в 1961 году вошел в Бережковский сельский совет. 
Постановлением Калининградской областной думы от 22 мая 1997 года № 38 посёлок переименован в Большевское.
До 2015 года входил в состав Свободненского сельского поселения.

## Население
| 2002 | 2010 |
| ---- | ---- |
| 34   | ↘16  |